# Championnat de Belgique de football 1908-1909
Navigation
Saison précédente Saison suivante
Le championnat de Belgique de football 1908-1909 est la quatorzième saison du championnat de première division belge. Son nom officiel est « Division d'Honneur ». Pour la première fois, elle oppose douze équipes en une poule unique.
Après avoir laissé le titre au Racing CB la saison précédente, l'Union Saint-Gilloise reprend sa place au sommet de la hiérarchie et décroche son cinquième titre sans subir la moindre défaite. Il devance assez largement le Daring Club de Bruxelles, deuxième et le FC Brugeois, un temps en tête du classement. Les « Racingmen », champions en titre, terminent seulement quatrième.
Les deux promus, l'Excelsior SC et le RC de Gand, connaissent des destins opposés. Les premiers parviennent à assurer rapidement leur maintien et terminent à une honorable septième place. Pour les seconds, la fin de saison est beaucoup plus difficile et après une succession de défaites, le club gantois se retrouve dernier et relégué. Il est le premier « club-ascenseur » dans le sens monter en Division d'Honneur et redescendre la saison suivante.

## Clubs participants
Douze clubs prennent part à la compétition, c'est deux de plus que lors de l'édition précédente. Ceux dont le matricule est mis en gras existent toujours aujourd'hui.
| #  | Nom                                | Mat. | Ville     | Terrain                              | En D1 depuis (série) | Total en D1 | Saison précédente |
| -- | ---------------------------------- | ---- | --------- | ------------------------------------ | -------------------- | ----------- | ----------------- |
| 1  | Antwerp Football Club              | 1    | Anvers    | Broodstraat                          | 1901-1902 (8e)       | 13e         | 6e                |
| 2  | Beerschot Athletic Club            | 13   | Anvers    | Kiel                                 | 1907-1908 (2e)       | 8e          | 4e                |
| 3  | Cercle Sportif Brugeois            | 12   | Bruges    | près de la Smedenpoort               | 1899-1900 (10e)      | 10e         | 10e               |
| 4  | Football Club Brugeois             | 3    | Bruges    | Het Ratteplein                       | 1898-1899 (11e)      | 12e         | 3e                |
| 5  | Daring Club de Bruxelles           | 2    | Molenbeek | chaussée de Jette, 501               | 1903-1904 (6e)       | 6e          | 5e                |
| 6  | Excelsior Sports Club de Bruxelles | 20   | Forest    | rue de la Société                    | 1908-1909 (1re)      | 1re         | Division 1 : 1er  |
| 7  | Léopold Club de Bruxelles          | 5    | Uccle     | Parc Brugmann                        | 1895-1896 (14e)      | 14e         | 9e                |
| 8  | Racing Club de Bruxelles           | 6    | Uccle     | Vivier d'Oie                         | 1895-1896 (14e)      | 14e         | 1er               |
| 9  | Sporting Club Courtraisien         | 19   | Courtrai  | ?                                    | 1906-1907 (3e)       | 3e          | 8e                |
| 10 | Racing Club de Gand                | 11   | Gand      | Emmanuel Hielstadion                 | 1908-1909 (1re)      | 1re         | Division 1 : 2e   |
| 11 | Football Club Liégeois             | 4    | Cointe    | Plaine du Champ d'Oiseaux            | 1895-1896 (14e)      | 14e         | 7e                |
| 12 | Union Saint-Gilloise               | 10   | Uccle     | rue de Forest (actuelle rue J. Bens) | 1901-1902 (8e)       | 8e          | 2e                |

### Localisations
| Antwerp Beerschot SC Courtraisien RC Gand Bruxelles FC Brugeois CS Brugeois FC Liégeois |

#### Localisation des clubs bruxellois
les 5 cercles bruxellois sont :
(10) Racing CB
(23) Léopold CB
Union SG
Daring CB
Excelsior SC

## Déroulement de la saison

### Premier tour
Deux clubs se détachent rapidement en tête du championnat, le FC Brugeois et l'Union Saint-Gilloise. Durant le premier tour, les Unionistes perdent trois points consécutifs à autant de matches nul en déplacement (au Racing CB, au Daring CB et au FC Brugeois). De leur côté, les brugeois ne perdent que deux points, à la suite de deux nuls à domicile (contre l'Union et le Daring CB). Ils bénéficient également de deux victoires par forfait contre le FC Liégeois et l'Antwerp et sont premiers après le premier tour avec 20 points sur 22 possibles, soit un de plus que l'Union. Le Daring complète le podium avec 15 points.
En bas de tableau, le FC Liégeois vit un début de saison catastrophique avec cinq lourdes défaites consécutives. Il remporte son premier match contre le CS Brugeois (2-0) puis s'impose au Léopold CB (1-4), à qui ils laisse la dernière place. Juste devant ces deux clubs on retrouve les promus du RC de Gand avec six points.

### Second tour
Le second tour donne lieu à plusieurs retournements de situation aux deux extrémités du classement. L'Union remporte ses onze matches et décroche le titre haut la main. Le FC Brugeois s'écroule et ne récolte que treize points, ce dont profite le Daring CB pour lui ravir la deuxième place sur le fil.
Dans la lutte pour le maintien, on assiste également à la chute du Racing de Gand. Le promu ne réalise que deux matches nul sur le second tour, au premier et au dernier match, en inscrivant à peine deux buts pour 45 concédés. Le FC Liégeois dépasse rapidement les gantois puis marque le pas, tandis que le Léopold CB n'assure son maintien qu'en fin de saison, récoltant 6 points sur 10 lors des cinq dernières rencontres. Promu douze mois plus tôt, le Racing quitte directement la Division d'Honneur.

## Résultats

### Résultats des rencontres
Avec douze clubs engagés, 132 matches sont au programme de la saison. Six rencontres ne sont pas disputées et l'équipe perdante est sanctionnée d'une défaite par forfait. Le FC Brugeois bénéficie ainsi de deux victoires sur « tapis vert » mais perd une rencontre car il ne se déplace pas au FC Liégeois. Le club liégeois quant à lui bénéficie donc d'une victoire par forfait mais perd deux rencontres pour ne pas s'être déplacé, dont une au FC Brugeois.
| Résultats (▼dom., ►ext.)                                   | ANT  | BEE | CSB | FCB  | COU  | DAR  | EXC | LEO | RAC | USG | RCG  | FCL  |
| Antwerp FC                                                 |      | 2-0 | 5-3 | 2-1  | 4-0  | 1-3  | 1-3 | 5-0 | 0-2 | 1-3 | 9-0  | 6-1  |
| Beerschot AC                                               | 2-1  |     | 1-3 | 2-2  | 7-2  | 3-4  | 6-1 | 5-1 | 1-0 | 0-1 | 0-2  | 16-0 |
| CS Brugeois                                                | 3-1  | 8-1 |     | 2-4  | 9-0  | 1-4  | 0-2 | 4-2 | 1-4 | 1-3 | 5-0  | 5-0  |
| FC Brugeois                                                | 5-0F | 2-1 | 3-0 |      | 11-0 | 2-2  | 4-0 | 3-0 | 2-1 | 1-1 | 4-0  | 5-0F |
| SC Courtraisien                                            | 2-2  | 2-3 | 2-1 | 1-3  |      | 0-5F | 1-0 | 3-3 | 0-8 | 0-4 | 2-0  | 5-0  |
| Daring CB                                                  | 4-1  | 1-1 | 3-1 | 3-0  | 4-2  |      | 6-2 | 1-0 | 1-2 | 3-3 | 6-1  | 2-0  |
| Excelsior SC                                               | 0-1  | 1-1 | 2-4 | 0-2  | 5-0F | 1-1  |     | 5-0 | 2-1 | 2-3 | 4-1  | 5-1  |
| Léopold CB                                                 | 5-2  | 2-4 | 0-3 | 1-3  | 5-1  | 2-3  | 2-2 |     | 2-2 | 1-7 | 1-1  | 0-1  |
| Racing CB                                                  | 6-0  | 4-1 | 1-0 | 0-4  | 6-0  | 2-1  | 0-1 | 4-0 |     | 0-0 | 2-0  | 4-0  |
| Union Saint-Gilloise                                       | 11-0 | 5-2 | 4-0 | 5-0  | 4-0  | 1-0  | 4-0 | 8-0 | 5-0 |     | 10-1 | 5-0F |
| RC de Gand                                                 | 1-3  | 1-3 | 1-3 | 0-2  | 1-1  | 0-3  | 1-1 | 2-2 | 0-5 | 0-6 |      | 6-0  |
| FC Liégeois                                                | 2-1  | 0-2 | 2-0 | 5-0F | 1-3  | 1-3  | 0-2 | 1-1 | 0-5 | 1-8 | 6-0  |      |
| - Victoire à domicile - Match nul - Victoire à l'extérieur |      |     |     |      |      |      |     |     |     |     |      |      |

- 5-0F = Forfait, score de forfait infligé car l'équipe décrétée perdante ne s'est pas déplacée ou ne s'est pas présentée.

### Classement final
| Rang | Équipe               | Pts | J  | G  | N | P  | Bp  | Bc | Diff |
| ---- | -------------------- | --- | -- | -- | - | -- | --- | -- | ---- |
| 1    | UNION SAINT-GILLOISE | 41  | 22 | 19 | 3 | 0  | 101 | 13 | +88  |
| 2    | Daring CB            | 34  | 22 | 15 | 4 | 3  | 63  | 27 | +36  |
| 3    | FC Brugeois          | 33  | 22 | 15 | 3 | 4  | 63  | 26 | +37  |
| 4    | Racing CB T          | 30  | 22 | 14 | 2 | 6  | 59  | 21 | +38  |
| 5    | Beerschot AC         | 23  | 22 | 10 | 3 | 9  | 62  | 45 | +17  |
| 6    | CS Brugeois          | 22  | 22 | 11 | 0 | 11 | 57  | 45 | +12  |
| 7    | Excelsior SC         | 22  | 22 | 9  | 4 | 9  | 41  | 40 | +1   |
| 8    | Antwerp FC           | 15  | 22 | 7  | 1 | 14 | 48  | 57 | -9   |
| 9    | SC Courtraisien      | 13  | 22 | 5  | 3 | 14 | 27  | 86 | -59  |
| 10   | FC Liégeois          | 11  | 22 | 5  | 1 | 16 | 22  | 84 | -62  |
| 11   | Léopold CB           | 10  | 22 | 2  | 6 | 14 | 30  | 70 | -40  |
| 12   | RC de Gand           | 8   | 22 | 2  | 4 | 16 | 19  | 78 | -59  |

Légende
- Champion de Belgique 1909
- Club relégué pour la saison suivante

Abréviations
T : Tenant du titre 1908

 : nouveau venu depuis la saison précédente

### Meilleur buteur
Vahram Kevorkian (Beerschot AC) avec 30 buts. Il est né en Arménie, à l'époque une province de l'Empire russe dont il a la nationalité. Il est le cinquième joueur étranger à terminer meilleur buteur et le dernier avant la saison 1966-1967.

## «Division 2»
Comme lors des saisons précédentes, une compétition est organisée pour les équipes réserves et quelques clubs débutants, sous l'appellation « Division 2 ». Elle oppose cette année 37 équipes, réparties en cinq groupes géographiques, avec pour la première fois des équipes de la province de Hainaut. Les deux premiers de chaque groupe, sauf le Hainaut dont seul le premier se qualifie, se rencontrent ensuite dans une poule finale, qui porte le nom de « Division 1 ».
C'est la dernière saison qu'une telle compétition est organisée. Avec la création d'une seconde division nationale la saison prochaine, les équipes championnes régionales joueront un tour final national pour déterminer le ou les clubs promus vers celle-ci. Quant aux équipes réserves, un championnat spécifique est également créé, dont le classement n'a pas d'importance, les équipes participantes étant toujours liées à la division dans laquelle évolue l'équipe première.

### Groupe Anvers
Huit équipes sont engagées dans la compétition, six de la ville d'Anvers et deux de Malines. Les réserves de l'Antwerp et du Beerschot sont devancées par les clubs aspirants. Le groupe est remporté par le RC Malines, qui remporte tous ses matches se qualifie pour la « Division 1 » en compagnie de l'AS Anvers-Borgerhout. Le FC Malinois échoue à nouveau à la troisième place, juste devant les deux équipes réserves. L'Antwerp Football Alliance, vainqueur du groupe la saison précédente, ne remporte qu'un match et termine dernier, derrière les nouveaux venus de l'Antwerpsche VV et les habitués du CS Anversois.

#### Classement final
| Rang | Équipe                    | Pts | J  | G  | N | P  | Bp | Bc | Diff |
| ---- | ------------------------- | --- | -- | -- | - | -- | -- | -- | ---- |
| 1    | RC Malines                | 28  | 14 | 14 | 0 | 0  | 73 | 14 | +59  |
| 2    | AS Anvers-Borgerhout      | 23  | 14 | 11 | 1 | 2  | 49 | 14 | +35  |
| 3    | FC Malinois               | 20  | 14 | 10 | 0 | 4  | 57 | 23 | +34  |
| 4    | Rés. Beerschot AC         | 12  | 14 | 6  | 0 | 8  | 35 | 37 | -2   |
| 5    | Rés. Antwerp FC           | 12  | 14 | 5  | 2 | 7  | 26 | 43 | -17  |
| 6    | CS Anversois              | 7   | 14 | 3  | 1 | 10 | 12 | 55 | -43  |
| 7    | Antwerpsche VV            | 6   | 14 | 3  | 0 | 11 | 37 | 57 | -20  |
| 8    | Antwerp Football Alliance | 2   | 14 | 1  | 0 | 13 | 14 | 63 | -49  |

### Groupe Brabant
Les cinq équipes bruxelloises engagées en Division d'Honneur inscrivent leur équipe réserve. Deux anciens pensionnaires du championnat participent également à la compétition, l'Olympia Club de Bruxelles et l'Athletic & Running Club de Bruxelles. Ce dernier remporte d'ailleurs le groupe, devant la réserve du Daring CB. le podium est complété par le Stade Louvaniste, qui devance de deux points Uccle Sport. Le dixième et dernier club est le Scaring FC Ensival, bon dernier.

#### Classement final
| Rang | Équipe                 | Pts | J  | G  | N | P  | Bp | Bc | Diff |
| ---- | ---------------------- | --- | -- | -- | - | -- | -- | -- | ---- |
| 1    | Athletic & Running CB  | 32  | 18 | 15 | 2 | 1  | 71 | 19 | +52  |
| 2    | Rés. Daring CB         | 29  | 18 | 14 | 1 | 3  | 61 | 28 | +33  |
| 3    | Stade Louvaniste       | 24  | 18 | 10 | 4 | 4  | 55 | 30 | +25  |
| 4    | Uccle Sport            | 22  | 18 | 9  | 4 | 5  | 48 | 28 | +20  |
| 5    | Rés. Union St-Gilloise | 19  | 18 | 9  | 1 | 8  | 34 | 45 | -11  |
| 6    | Olympia CB             | 16  | 18 | 7  | 2 | 9  | 33 | 45 | -12  |
| 7    | Rés. Racing CB         | 15  | 18 | 7  | 1 | 10 | 54 | 64 | -10  |
| 8    | Rés. Léopold CB        | 10  | 18 | 4  | 2 | 12 | 35 | 60 | -25  |
| 9    | Rés. Excelsior SC      | 9   | 18 | 3  | 3 | 12 | 32 | 58 | -26  |
| 10   | Scaring FC Ensival     | 4   | 18 | 2  | 0 | 16 | 20 | 71 | -51  |

### Groupe Flandres
Cette saison, sept équipes s'affrontent dans ce groupe. En plus des quatre équipes réserves des clubs de Division d'Honneur, on retrouve deux clubs gantois ayant déjà participé à la « Division 2 », l'AA La Gantoise et le FC Eendracht Gent. Un club de la ville de Roulers, l'US Roularienne, participe pour la première fois à la compétition.
La Gantoise et la réserve du FC Brugeois dominent la compétition et se qualifient assez facilement pour la « Division 1 ».

#### Classement final
| Rang | Équipe               | Pts | J  | G  | N | P | Bp | Bc | Diff |
| ---- | -------------------- | --- | -- | -- | - | - | -- | -- | ---- |
| 1    | AA La Gantoise       | 23  | 12 | 11 | 1 | 0 | 77 | 12 | +65  |
| 2    | Rés. FC Brugeois     | 18  | 12 | 7  | 4 | 1 | 31 | 12 | +19  |
| 3    | Rés. CS Brugeois     | 11  | 12 | 4  | 3 | 5 | 44 | 34 | +10  |
| 4    | FC Eendracht Gent    | 9   | 12 | 4  | 1 | 7 | 26 | 33 | -7   |
| 5    | Rés. RC de Gand      | 8   | 12 | 3  | 2 | 7 | 24 | 43 | -19  |
| 6    | Rés. SC Courtraisien | 8   | 12 | 3  | 2 | 7 | 23 | 55 | -32  |
| 7    | US Roularienne       | 7   | 12 | 2  | 3 | 7 | 17 | 53 | -36  |

### Groupe Hainaut
Pour la première fois depuis la création de la « Division 2 », un groupe oppose les équipes de la province de Hainaut. Parmi les quatre clubs engagés, seul le premier est qualifié pour le tour final. Le classement retrouvé est incomplet mais la qualification du CS Montois est certaine. Le match « oublié » face au Stade Montois s'est certainement terminé sur une victoire du CS Montois ou un partage entre les deux équipes. À côté des deux clubs montois, on retrouve le Charleroi Sporting Club et l'Union Sportive Tournaisienne.

#### Classement final
| Rang | Équipe           | Pts | J | G | N | P | Bp | Bc | Diff |
| ---- | ---------------- | --- | - | - | - | - | -- | -- | ---- |
| 1    | CS Montois       | 8   | 5 | 4 | 0 | 1 | 20 | 9  | +11  |
| 2    | Charleroi SC     | 8   | 6 | 4 | 0 | 2 | 19 | 10 | +9   |
| 3    | US Tournaisienne | 4   | 5 | 2 | 0 | 3 | 11 | 19 | -8   |
| 4    | Stade Montois    | 0   | 4 | 0 | 0 | 4 | 9  | 21 | -12  |

### Groupe Liège
Huit équipes de la province de Liège prennent part à la compétition. Parmi elles, le Dolhain FC y apparaît pour la première fois. Comme la saison précédente, on retrouve le Standard FC Liégeois en tête, qui ne concède qu'un partage sur l'ensemble du championnat. Il devance cette fois le SC Theux, qualifié de justesse avec un point d'avance sur le CS Verviétois. Les autres clubs participant, le Tilleur FC, le FC Bressoux et le Skill FC Val Saint-Lambert sont rapidement distancés et ne se mêlent pas à la lutte pour les deux places qualificatives. Enfin, la réserve du FC Liégeois déclare forfait pour toutes ses rencontres.

#### Classement final
| Rang | Équipe                  | Pts | J  | G  | N | P  | Bp | Bc | Diff |
| ---- | ----------------------- | --- | -- | -- | - | -- | -- | -- | ---- |
| 1    | Standard FC Liégeois    | 27  | 14 | 13 | 1 | 0  | 80 | 9  | +71  |
| 2    | SC Theux                | 21  | 14 | 9  | 3 | 2  | 52 | 20 | +32  |
| 3    | CS Verviétois           | 20  | 14 | 10 | 0 | 4  | 56 | 35 | +21  |
| 4    | Tilleur FC              | 17  | 14 | 8  | 1 | 5  | 52 | 35 | +17  |
| 5    | FC Bressoux             | 14  | 14 | 7  | 0 | 7  | 47 | 47 | 0    |
| 6    | Skill FC Val St-Lambert | 8   | 14 | 4  | 0 | 10 | 25 | 58 | -33  |
| 7    | Dolhain FC              | 6   | 14 | 3  | 0 | 11 | 14 | 55 | -41  |
| 8    | Rés. FC Liégeois        | 0   | 14 | 0  | 0 | 14 | 0  | 70 | -70  |

## «Division 1»
Les neuf clubs qualifiés disputent le tour final dont le premier est promu en Division d'Honneur. Malgré le plus grand nombre d'équipes engagées, le championnat reprend la forme d'une compétition par matches aller/retour. Cinq équipes se détachent assez rapidement dans la lutte pour le titre. Au fil des matches, la situation se décante et des clubs lâchent prise avec le sommet du classement. En fin de saison, le titre de champion de « Division 1 » revient au Standard FC Liégeois. Il est donc promu en Division d'Honneur où il rejoint le FC Liégeois, présent depuis la première édition du championnat.
C'est la dernière année que cette compétition est organisée à la suite de la création d'un second niveau national à partir de la saison prochaine. Le Standard est donc le dernier club promu directement parmi l'élite sans passer par une autre division nationale. Dix clubs engagés cette saison en « Division 2 » seront, avec le RC de Gand, les onze clubs fondateurs de la Promotion.

### Classement final
| Rang | Équipe                | Pts | J  | G  | N | P  | Bp | Bc | Diff |
| ---- | --------------------- | --- | -- | -- | - | -- | -- | -- | ---- |
| 1    | STANDARD FC LIEGEOIS  | 26  | 16 | 12 | 2 | 2  | 46 | 16 | +30  |
| 2    | Rés. Daring CB        | 24  | 16 | 11 | 2 | 3  | 49 | 25 | +24  |
| 3    | RC Malines            | 22  | 16 | 10 | 2 | 4  | 52 | 26 | +26  |
| 4    | Rés. FC Brugeois      | 21  | 16 | 10 | 1 | 5  | 49 | 27 | +22  |
| 5    | AA La Gantoise        | 21  | 16 | 10 | 1 | 5  | 41 | 27 | +14  |
| 6    | Athletic & Running CB | 11  | 16 | 5  | 1 | 10 | 34 | 38 | -4   |
| 7    | SC Theux              | 9   | 16 | 4  | 1 | 11 | 29 | 49 | -20  |
| 8    | AS Anvers-Borgerhout  | 8   | 16 | 3  | 2 | 11 | 31 | 51 | -20  |
| 9    | CS Montois            | 2   | 16 | 0  | 2 | 14 | 7  | 76 | -69  |

En fin de saison, l'Athletic & Running Club de Bruxelles arrête sa section football et quitte donc l'Union Belge.

## Récapitulatif de la saison
- Champion : Union Saint-Gilloise (5e titre)
- Deuxième équipe à remporter cinq titres
- Onzième titre pour la province de Brabant

| Région flamande (6)             | Région flamande (6) | Province de Brabant (5)      | Province de Brabant (5) | Région wallonne (1)    | Région wallonne (1) |
| ------------------------------- | ------------------- | ---------------------------- | ----------------------- | ---------------------- | ------------------- |
| Province d'Anvers               | 2                   | Région de Bruxelles-Capitale | 5                       | Province de Hainaut    | 0                   |
| Province de Flandre-Occidentale | 3                   | Province du Brabant flamand  | 0                       | Province de Liège      | 1                   |
| Province de Flandre-Orientale   | 1                   | Province du Brabant wallon   | 0                       | Province de Luxembourg | 0                   |
| Province de Limbourg            | 0                   |                              |                         | Province de Namur      | 0                   |

1. ↑  Au niveau footballistique, la province de Brabant est toujours unitaire malgré sa partition territoriale en 1995.

### Admission et relégation
Deux nouveaux clubs sont admis en Division d'Honneur par rapport à la saison précédente. Pour le RC de Gand, c'est un retour au plus haut niveau après neuf saisons d'absence. Classé dernier, le club gantois est directement relégué en fin de saison.
L'autre club promu, l'Excelsior SC de Bruxelles, fait ses débuts en championnat national.

### Débuts en séries nationales
Un club fait ses débuts en séries nationales. Il est le 21e club différent à y apparaître:
- Excelsior SC de Bruxelles est le dixième club du Brabant à jouer en séries nationales belges, également le dixième bruxellois.

### Création d'un deuxième niveau national
À partir de la saison prochaine, la fédération belge crée une seconde division nationale, baptisée « Promotion » (« Bevordering » en néerlandais). Onze clubs sont choisis comme « fondateurs » de ce second niveau, en fonction de leurs résultats sportifs en Division d'Honneur ou en « Division 2 » et des demandes faites à la fédération. Celle-ci essaie également d'équilibrer les clubs présents en fonction des différentes provinces.
Ces onze clubs sont les suivants :
- Trois clubs de la province d'Anvers : l'AS Anvers-Borgerhout, le FC Malinois et le RC Malines.
- Deux clubs de la province du Brabant : Uccle Sport et le Stade Louvaniste, premier club brabançon non-bruxellois à jouer en séries nationales.
- Deux clubs de la province de Flandre-Orientale : l'AA La Gantoise et le RC de Gand, relégué de Division d'Honneur.
- Un club de la province de Hainaut : l'US Tournaisienne.
- Trois clubs de la province de Liège : le SC Theux, le Tilleur FC et le CS Verviétois.

### Bilan de la saison
| Championnat de Belgique de football 1908-1909 |                                 |
| Champion                                      | Union Saint-Gilloise (5e titre) |
| Dauphin                                       | Daring Club de Bruxelles        |
| Promotions et relégations                     |                                 |
| Promus en Division d'Honneur                  | Standard FC Liégeois            |
| Relégués en Promotion                         | RC de Gand                      |